# Morfin
Morfin ist eine US-amerikanische Band aus Pico Rivera, Kalifornien, die im Jahr 2010 gegründet wurde.

## Geschichte
Die Band wurde im Jahr 2010 von dem Sänger und Gitarristen Jesus Romero aka Chucho Mairen und dem Schlagzeuger Miguel Hernandez gegründet. Laut Mairen geht der Bandname Morfin auf den Begriff Morphium zurück. Jedoch wolle die Gruppe niemanden zum Drogenkonsum animieren; viel mehr wolle man verdeutlichen, dass dies die Musik sei, bei der sich die Mitglieder gut fühlten. Etwas später stießen der Bassist Michael Gonzalez und der Gitarrist Pedro Gonzales hinzu und vervollständigten die Besetzung. Zusammen nahmen sie ein erstes Demo namens Crystal Darkness auf, das 2011 erschien. Da die Gruppe aus derselben Gegend wie Skeletal Remains kommt, sah Morfin, wie gut die Band aus Morfins Sicht von dem Label FDA Rekotz behandelt wurde. Daraufhin kontaktierte Mairen ebenfalls das Label, welches sich interessiert zeigte, sodass es die Gruppe schließlich auch unter Vertrag nahm. Hierüber erschien 2014 das Debütalbum Inoculation. Der Tonträger wurde über Soulfood vertrieben. Im Mai 2017 erschien, ebenfalls über FDA Rekotz, das zweite vollständige Album Consumed by Evil.

## Stil
Laut Frank Albrecht spielt die Band auf Inoculation klassischen Death Metal, der an Death erinnere. Das Album hätte gut zwischen Scream Bloody Gore und Leprosy gepasst. Auch der Gesang erinnere an Chuck Schuldiner. Auf dem Album höre man primitiven und gradlinigen US-Death-Metal mit D-Beat-Passagen und ohne schnelle Passagen. In der nächsten Ausgabe des Magazins schrieb Albrecht ebenfalls, dass die Band klassischen Death Metal mit gelegentlichen D-Beat-Passagen spielt. Der Gesang werde „geröchelt“ und die Texte seien „krank“. Inoculation sei vor allem für Fans von alten Death- und Obituary-Veröffentlichungen geeignet. Im Interview mit Albrecht gab Chucho Mairen an, dass die Band durch Gruppen wie Entombed, Gorguts, Cancer, Death und Disincarnate beeinflusst wird. Laut Albrecht erinnere der Gesang stark an den von Chuck Schuldiner, Martin van Drunen und John Tardy. Im Interview mit Albrecht bestätigte Mairen, dass diese Musiker als Vorbilder dienten. Inoculation handele laut Mairen von Doktoren, die mit einem neuen Immunserum experimentieren und dieses Testpersonen verabreichen würden. Jedoch laufe dieses Experiment schief, sodass eine Seuche ausbreche.
Laut Stefan Franke von voicesfromthedarkside.de spielt die Band auf dem Album Inoculation Death Metal im Stil von Death zu Zeiten von Leprosy, Obituary und Massacre auf From Beyond. Nur gelegentlich mache die Band von Blastbeats Gebrauch.

## Diskografie
- 2011: Crystal Darkness (Demo, Eigenveröffentlichung)
- 2014: Inoculation (Album, FDA Rekotz / Soulfood(Vertrieb))
- 2017: Consumed by Evil (Album, FDA Records / Soulfood(Vertrieb))